# N-(3,4-di-hidroxifenil)-acetamida
N-(3,4-diidroxifenil)-acetamida é o composto orgânico de fórmula C8H9NO3 e massa molecular 167,16278. É classificado com o número CAS 37519-14-5.